# 15a etapa del Tour de França de 2013
La 15a etapa del Tour de França de 2013 es disputà el diumenge 14 de juliol de 2013 sobre un recorregut de 242,5 km entre Givors (Roine) i el cim del Ventor (Provença), l'etapa més llarga del Tour de França des del 2000.
El vencedor de l'etapa fou el britànic Christopher Froome (Team Sky), que s'imposà en solitari en l'arribada al cim del Gegant de Provença, consolidant el seu lideratge a la general i aconseguint la principal victòria de la seva carrera esportiva. Nairo Quintana (Movistar Team) recuperà el lideratge dels joves en arribar a 29" de Froome i recuperar el temps perdut respecte al fins aleshores líder Michał Kwiatkowski (Omega Pharma-Quick Step).

## Recorregut

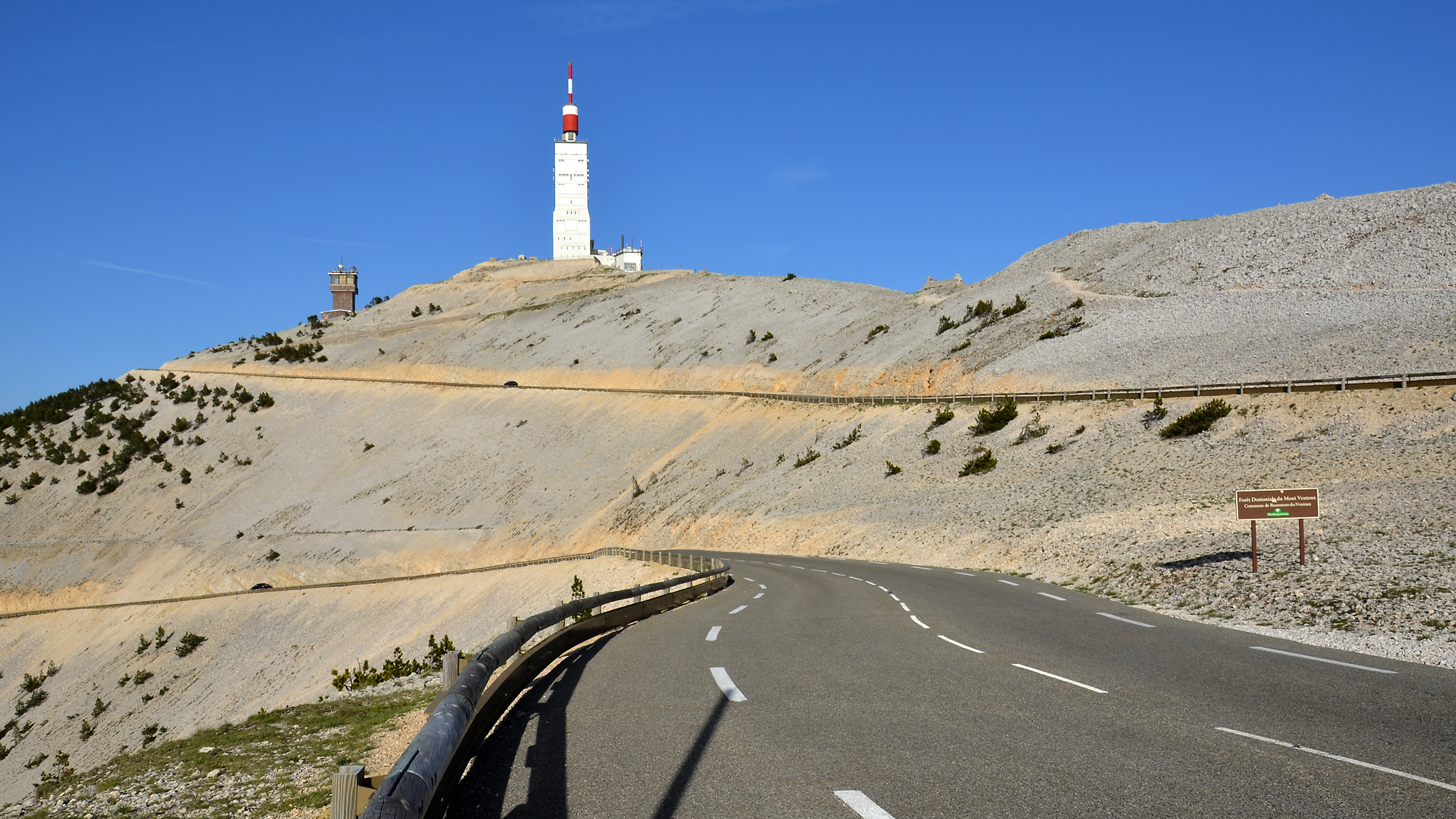
Cim del mont Ventor

Etapa més llarga de la present edició del Tour de França, a través dels departaments del Roine, Isèra, Droma i Valclusa. El recorregut inclou tres petites cotes de quarta categoria en els primers 44 quilòmetres, una de tercera al km 143 i l'ascensió final al Ventor, de categoria especial, amb una pujada de 20,8 km al 7,5% de desnivell mitjà. L'esprint especial es troba a Malaucena, al km 208.

## Desenvolupament de l'etapa

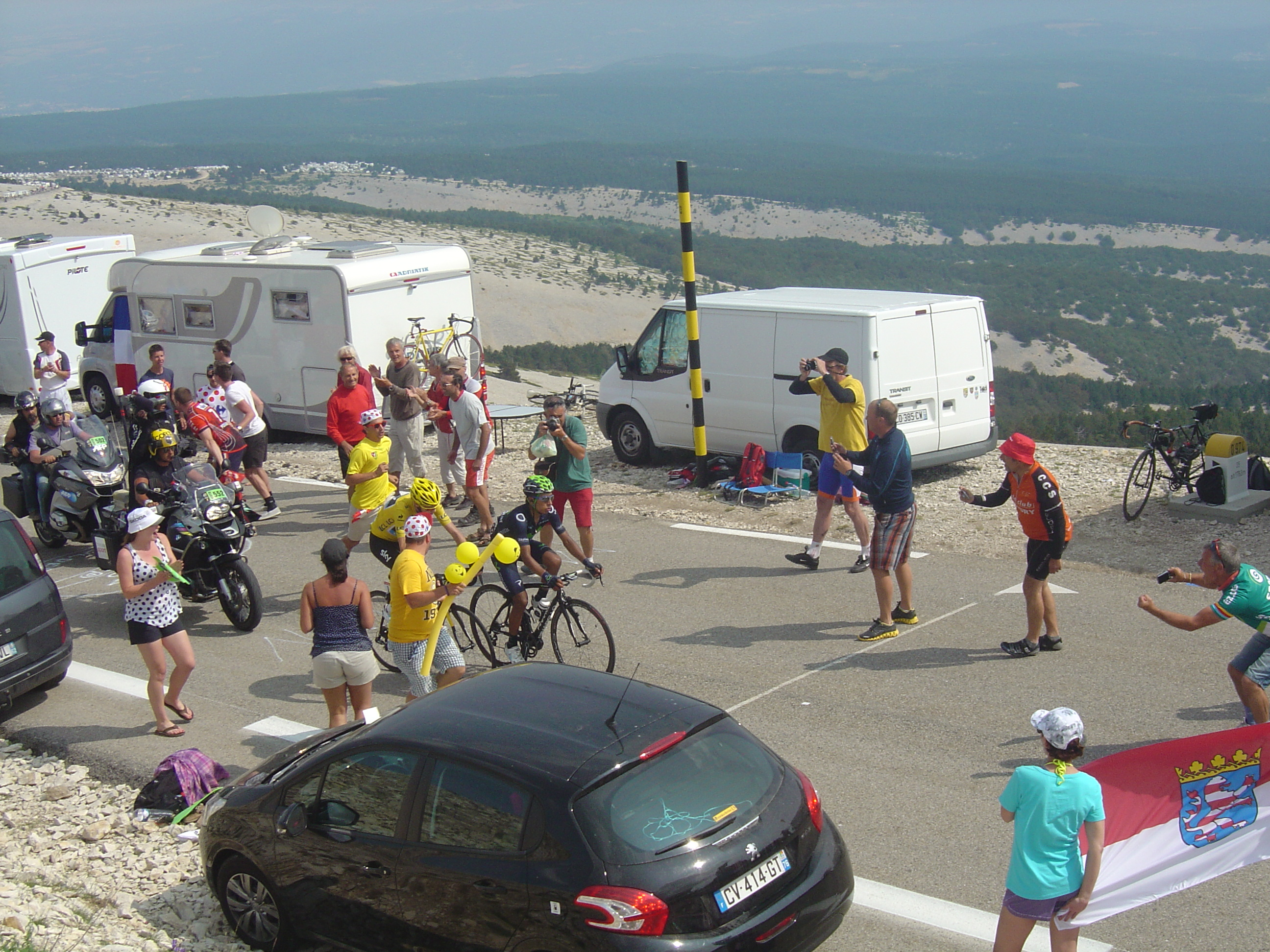
Christopher Froome i Nairo Quintana abans de la darrera acceleració del ciclista britànic.

Durant els primers quilòmetres d'etapa van ser molts els ciclistes que intentaren l'escapada, però no va ser fins al km 30 quan es formà una escapada composta per 10 corredors: Sylvain Chavanel (Omega Pharma-Quick Step), Pierrick Fedrigo i Jérémy Roy (FDJ), Christophe Riblon (AG2R La Mondiale), Julien El Fares (Sojasun), Alberto Losada (Team Katusha), Daryl Impey (Orica-GreenEDGE), Peter Sagan (Cannondale), Markel Irizar (RadioShack-Leopard) i Wout Poels (Vacansoleil-DCM). Aquest grup aconseguí una màxima diferència de 7'05" al km 70, però sota l'impuls del Movistar Team, primer, i posteriorment el Team Sky s'anaren reduint les diferències. L'etapa es va córrer a una gran velocitat, amb una mitjana superior als 46 km/h durant les tres primeres hores d'etapa. A l'esprint de Malaucena (km 208) Sagan consolidà el mallot verd. A 25 km de l'arribada els escapats mantenien 1' 50" sobre el gran grup. En les primeres rampes del Ventor Sylvain Chavanel atacà, mantenint-se al capdavant de la cursa durant 8 quilòmetres. A 14 km de l'arribada, Mikel Nieve va ser el primer a atacar dins el grup dels favorits. Un quilòmetre després va ser Nairo Quintana (Movistar Team) el que atacà, superant a Chavanel i Nieve. El grup del líder perdia unitats a marxes forçades i a manca de 7,5 km Chris Froome se n'anà en solitari cap endavant, sense que ningú el pogués seguir. Froome agafà Quintana i durant uns quilòmetres marxaren junts, però a manca d'1,5 km per a l'arribada tornà a atacar, sense que Quintana el pogués seguir. Froome arribà en solitari al cim, aconseguint la segona victòria de la present edició, mentre que Quintana arribà a 29", Joaquim Rodríguez (Team Katusha) a 1' 23" i Alberto Contador (Team Saxo-Tinkoff) 1' 40".

## Esprints
| Primer  | Peter Sagan (SVK)          | 20 pts |
| Segon   | Sylvain Chavanel (FRA)     | 17 pts |
| Tercer  | Daryl Impey (RSA)          | 15 pts |
| Quart   | Wout Poels (NED)           | 13 pts |
| Cinquè  | Jérémy Roy (FRA)           | 11 pts |
| Sisè    | Alberto Losada (CAT)       | 10 pts |
| Setè    | Markel Irizar (ESP)        | 9 pts  |
| Vuitè   | Pierrick Fédrigo (FRA)     | 8 pts  |
| Novè    | Christophe Riblon (FRA)    | 7 pts  |
| Desè    | André Greipel (GER)        | 6 pts  |
| Onzè    | Mark Cavendish (GBR)       | 5 pts  |
| Dotzè   | José Joaquín Rojas (ESP)   | 4 pts  |
| Tretzè  | Imanol Erviti (ESP)        | 3 pts  |
| Catorzè | Jonathan Castroviejo (ESP) | 2 pts  |
| Quinzè  | Andrey Amador (CRC)        | 1 pt   |

| Primer  | Christopher Froome (ESP)     | 20 pts |
| Segon   | Nairo Quintana (COL)         | 17 pts |
| Tercer  | Mikel Nieve (ESP)            | 15 pts |
| Quart   | Joaquim Rodríguez (CAT)      | 13 pts |
| Cinquè  | Roman Kreuziger (CZE)        | 11 pts |
| Sisè    | Alberto Contador (ESP)       | 10 pts |
| Setè    | Jakob Fuglsang (DEN)         | 9 pts  |
| Vuitè   | Bauke Mollema (NED)          | 8 pts  |
| Novè    | Laurens ten Dam (NED)        | 7 pts  |
| Desè    | Jean-Christophe Péraud (FRA) | 6 pts  |
| Onzè    | Bart de Clercq (BEL)         | 5 pts  |
| Dotzè   | Michael Rogers (AUS)         | 4 pts  |
| Tretzè  | Alejandro Valverde (ESP)     | 3 pts  |
| Catorzè | Daniel Martin (IRL)          | 2 pts  |
| Quinzè  | Richie Porte (AUS)           | 1 pt   |

## Ports de muntanya
| Primer | Thomas de Gendt (BEL) | 1 pt |

| Primer | Pierre Rolland (FRA) | 1 pt |

| Primer | Julien El Fares (FRA) | 1 pt |

| Primer | Jérémy Roy (FRA)        | 2 pts |
| Segon  | Christophe Riblon (FRA) | 1 pt  |

- 5. Mont Ventor. 1912m. Categoria especial (km 242,5) (20,8 km al 7,5%)

| 1r  | Chris Froome (GBR)           | 50 pts |
| 2n  | Nairo Quintana (COL)         | 40 pts |
| 3r  | Mikel Nieve (ESP)            | 32 pts |
| 4t  | Joaquim Rodríguez (CAT)      | 28 pts |
| 5è  | Roman Kreuziger (CZE)        | 24 pts |
| 6è  | Alberto Contador (ESP)       | 20 pts |
| 7è  | Jakob Fuglsang (DEN)         | 16 pts |
| 8è  | Bauke Mollema (NED)          | 12 pts |
| 9è  | Laurens ten Dam (NED)        | 8 pts  |
| 10è | Jean-Christophe Péraud (FRA) | 4 pts  |

## Classificació de l'etapa

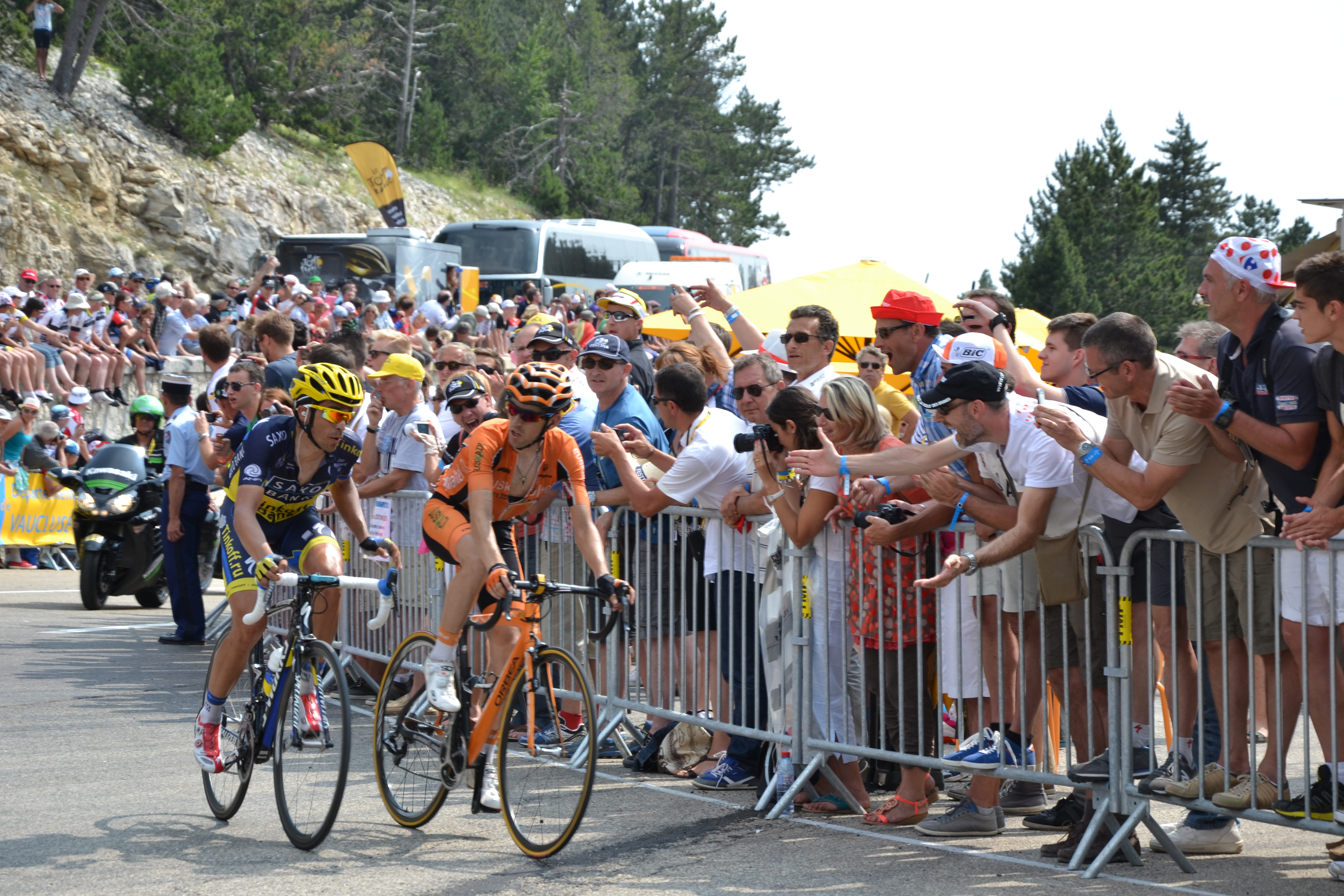
Mikel Nieve i Alberto Contador al nivell del Chalet Reynard.

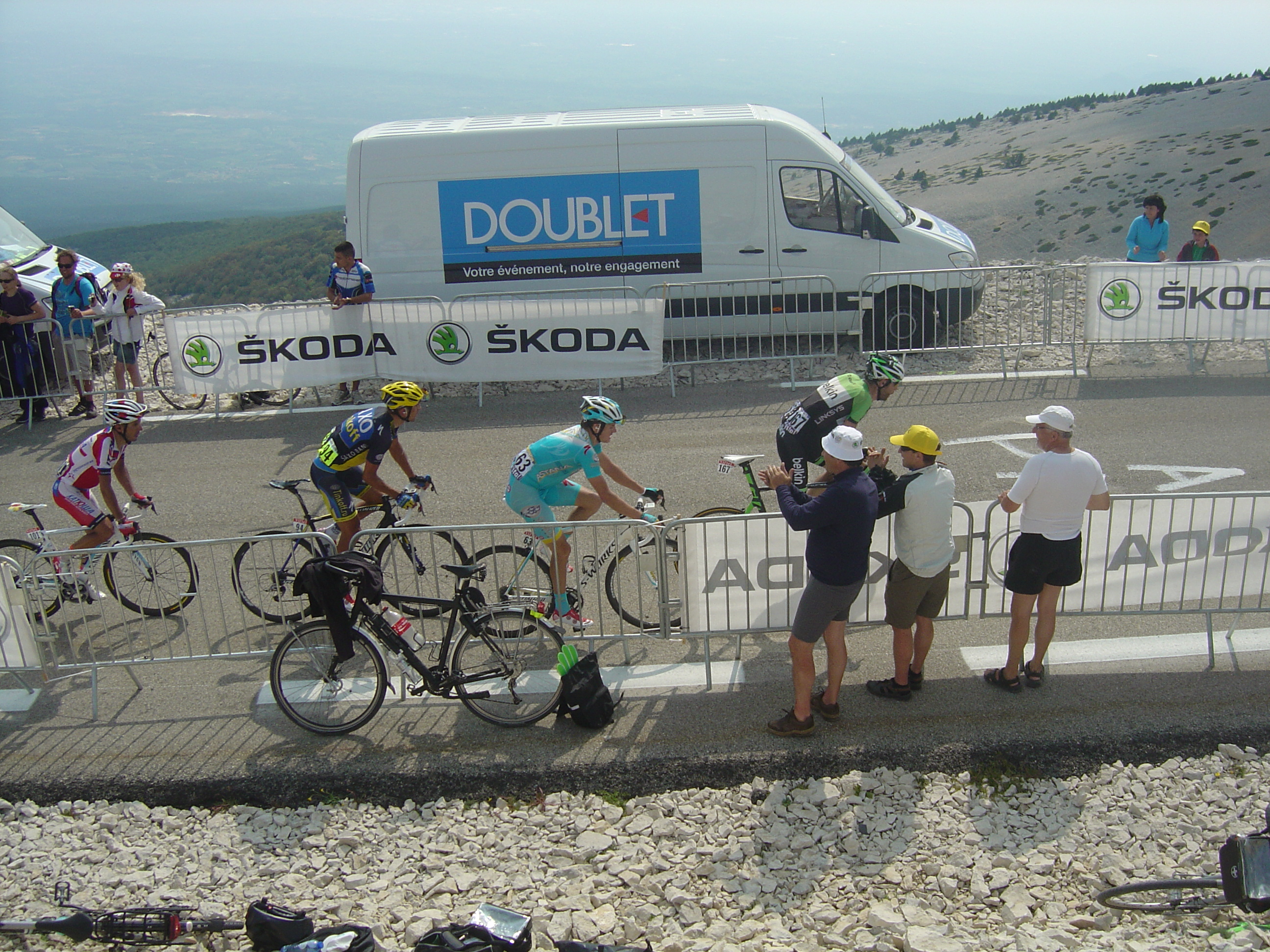
Laurens ten Dam, Jakob Fuglsang, Roman Kreuziger i Joaquim Rodríguez.

|    | Ciclista                     | Equip                   | Temps      |
| -- | ---------------------------- | ----------------------- | ---------- |
| 1  | Chris Froome (GBR)           | Team Sky                | 5h 48' 45" |
| 2  | Nairo Quintana (COL)         | Movistar Team           | + 29"      |
| 3  | Mikel Nieve (ESP)            | Euskaltel–Euskadi       | + 1' 23"   |
| 4  | Joaquim Rodríguez (CAT)      | Team Katusha            | + 1' 23"   |
| 5  | Roman Kreuziger (CZE)        | Team Saxo-Tinkoff       | + 1' 40"   |
| 6  | Alberto Contador (ESP)       | Team Saxo-Tinkoff       | + 1' 40"   |
| 7  | Jakob Fuglsang (DEN)         | Astana Qazaqstan Team   | + 1' 43"   |
| 8  | Bauke Mollema (NED)          | Belkin Pro Cycling Team | + 1' 46"   |
| 9  | Laurens ten Dam (NED)        | Belkin Pro Cycling Team | + 1' 53"   |
| 10 | Jean-Christophe Péraud (FRA) | AG2R La Mondiale        | + 2' 08"   |

## Classificació general
|    | Ciclista                     | Equip                   | Temps       |
| -- | ---------------------------- | ----------------------- | ----------- |
| 1  | Chris Froome (GBR)           | Team Sky                | 61h 11' 43" |
| 2  | Bauke Mollema (NED)          | Belkin Pro Cycling Team | + 4' 14"    |
| 3  | Alberto Contador (ESP)       | Team Saxo-Tinkoff       | + 4' 25"    |
| 4  | Roman Kreuziger (CZE)        | Team Saxo-Tinkoff       | + 4' 28"    |
| 5  | Laurens ten Dam (NED)        | Belkin Pro Cycling Team | + 4' 54"    |
| 6  | Nairo Quintana (COL)         | Movistar Team           | + 5' 47"    |
| 7  | Jakob Fuglsang (DEN)         | Astana Qazaqstan Team   | + 6' 22"    |
| 8  | Joaquim Rodríguez (ESP)      | Team Katusha            | + 7' 11"    |
| 9  | Jean-Christophe Péraud (FRA) | AG2R La Mondiale        | + 7' 47"    |
| 10 | Michał Kwiatkowski (POL)     | Omega Pharma-Quick Step | + 7' 58"    |

## Classificacions annexes
|    | Ciclista             | Equip                   | Punts   |
| -- | -------------------- | ----------------------- | ------- |
| 1r | Peter Sagan (SVK)    | Cannondale              | 377 pts |
| 2n | Mark Cavendish (GBR) | Omega Pharma-Quick Step | 278 pts |
| 3r | André Greipel (GER)  | Lotto-Belisol           | 223 pts |

|    | Ciclista             | Equip             | Punts  |
| -- | -------------------- | ----------------- | ------ |
| 1r | Chris Froome (GBR)   | Team Sky          | 83 pts |
| 2n | Nairo Quintana (COL) | Movistar Team     | 66 pts |
| 3r | Mikel Nieve (ESP)    | Euskaltel–Euskadi | 53 pts |

|    | Ciclista                 | Equip                   | Temps       |
| -- | ------------------------ | ----------------------- | ----------- |
| 1r | Nairo Quintana (COL)     | Movistar Team           | 61h 17' 30" |
| 2n | Michał Kwiatkowski (POL) | Omega Pharma-Quick Step | + 2' 11"    |
| 3r | Andrew Talansky (USA)    | Garmin-Sharp            | + 6' 45"    |

|    | Equip                   | Temps        |
| -- | ----------------------- | ------------ |
| 1r | Team Saxo-Tinkoff       | 183h 01' 46" |
| 2n | Belkin Pro Cycling Team | + 02' 36"    |
| 3r | AG2R La Mondiale        | + 08' 03"    |

## Abandonaments
No es produí cap abandonament durant la disputa de l'etapa.